# Super (film 2010)
Super – amerykański film komediowy z 2010 roku.

## Treść
Frank Darbo (Rainn Wilson) wiedzie spokojne życie do czasu gdy dowiaduje się, że jego żona, Sarah (Liv Tyler) która ma dosyć jego przeciętności, porzuca go dla dilera narkotykowego Jacquesa (Kevin Bacon). Pod wpływem tego wydarzenia Frank postanawia zostać superbohaterem walczącym ze złem. 

## Obsada
- Rainn Wilson: Frank Darbo / Crimson Bolt
  - Grant Goodman: młody Frank Darbo
- Elliot Page: Libby / Boltie
- Liv Tyler: Sarah Helgeland
- Kevin Bacon: Jacques
- Gregg Henry: detektyw John Felkner
- Michael Rooker: Abe
- Sean Gunn: Toby
- Linda Cardellini: pracownica sklepu zoologicznego
- Nathan Fillion: Święty Mściciel
- Rob Zombie: Bóg (głos)